# Kanton Albi-Est
Kanton Albi-Est is een voormalig kanton van het Franse departement Tarn. Kanton Albi-Est maakte deel uit van het arrondissement Albi en telde 10.419 inwoners in 1999. Het werd opgeheven bij decreet van 17 februari 2014 met uitwerking op 22 maart 2015.

## Gemeenten
Het kanton Albi-Est omvatte de volgende gemeenten:
- Albi (deels, hoofdplaats)
- Fréjairolles